# Spoorloos
Desaparecida (en neerlandés : Spoorloos: Sin rastro), mundialmente conocida como The Vanishing, es una película neerlandesa de suspense psicológico de 1988 dirigida por George Sluizer, adaptada de la novela corta The Golden Egg (1984) de Tim Krabbé. 
Estuvo protagonizada por Gene Bervoets como un hombre que busca obsesivamente a su novia después de su desaparición en un área de descanso. The Vanishing se estrenó el 27 de octubre de 1988 y recibió críticas positivas. Sluizer rehízo la película en inglés en 1993.

## Sinopsis
El experimento de un genio antisocial provoca que una pareja holandesa de vacaciones en Francia viva una tragedia espantosa.
Una joven pareja holandesa, Rex y Saskia, están de vacaciones en Francia. Mientras conducen, Saskia comparte un sueño recurrente en el que flota por el espacio en un huevo dorado. En el sueño más reciente, apareció otro huevo con otra persona; siente que la colisión de ambos huevos significaría el fin de algo.
Su coche se queda sin gasolina y paran en un área de descanso. Rex promete no abandonar jamás a Saskia y entierran dos monedas al pie de un árbol como símbolo de su romance. Saskia entra en la gasolinera a comprar bebidas y no regresa. Rex la busca desesperadamente.
Tiempo antes, Raymond, un adinerado padre de familia, planea en secreto el secuestro de una mujer. Compra una casa aislada, experimenta con cloroformo y ensaya métodos para atraer mujeres a su coche. Cuando sus primeros intentos de secuestro fracasan, se hace pasar por un conductor herido que necesita ayuda y se dirige a un área de descanso a las afueras de la ciudad, donde nadie lo reconocerá.
Tres años después de la desaparición de Saskia, Rex sigue buscándola. Ha recibido varias postales invitándolo a reunirse con el secuestrador en un café de Nimes , pero este nunca aparece. Sin que Rex lo sepa, el café está justo enfrente del apartamento de Raymond, donde observa a Rex esperar. Su nueva novia, Lieneke, lo ayuda a regañadientes a buscar a Saskia. Un día, Rex tiene un sueño similar al de Saskia: está atrapado en un huevo de oro. Incapaz de soportar su obsesión, Lieneke lo abandona.
Rex hace un llamado público en televisión, afirmando que solo quiere saber la verdad sobre lo que le sucedió a Saskia. Raymond confronta a Rex y admite el secuestro; dice que revelará lo que le sucedió si Rex lo acompaña. Mientras conducen, Raymond dice que desde pequeño supo que no tenía conciencia y, por lo tanto, era capaz de cualquier cosa. Tras salvar a una niña de ahogarse, decidió cometer el peor crimen imaginable para comprobar si era digno de la admiración de su hija; en su opinión, solo se puede ser una buena persona si se es capaz de hacer algo malo, pero se decide no hacerlo. Describe cómo secuestró a Saskia en el área de descanso haciéndose pasar por un vendedor ambulante y seduciendo a la joven para que subiera a su auto.
Raymond lleva a Rex al área de descanso. Ignora las amenazas de Rex de que intervenga la policía, alegando que no hay pruebas que lo relacionen con el crimen. Sirviéndose una taza de café con droga, Raymond le dice a Rex que la única manera de saber qué le pasó a Saskia es experimentándolo él mismo. Mientras Raymond espera en el coche, Rex se enfurece, sin saber qué hacer. Tras desenterrar las monedas que él y Saskia enterraron años atrás, bebe el café y despierta enterrado en una caja bajo tierra.
Raymond se relaja en su casa de campo, rodeado de su esposa e hijos. Un periódico en su coche titula la doble desaparición de Saskia y Rex, con sus retratos en dos óvalos dorados.

## Reparto
- Bernard-Pierre Donnadieu como Raymond Lemorne
- Gene Bervoets como Rex Hofman
- Johanna ter Steege como Saskia
- Bernadette Le Saché como Simone Lemorne, esposa de Raymond.
- Tania Latarjet como Denise Lemorne
- Lucille Glenn como Gabrielle Lemorne

## Lanzamiento

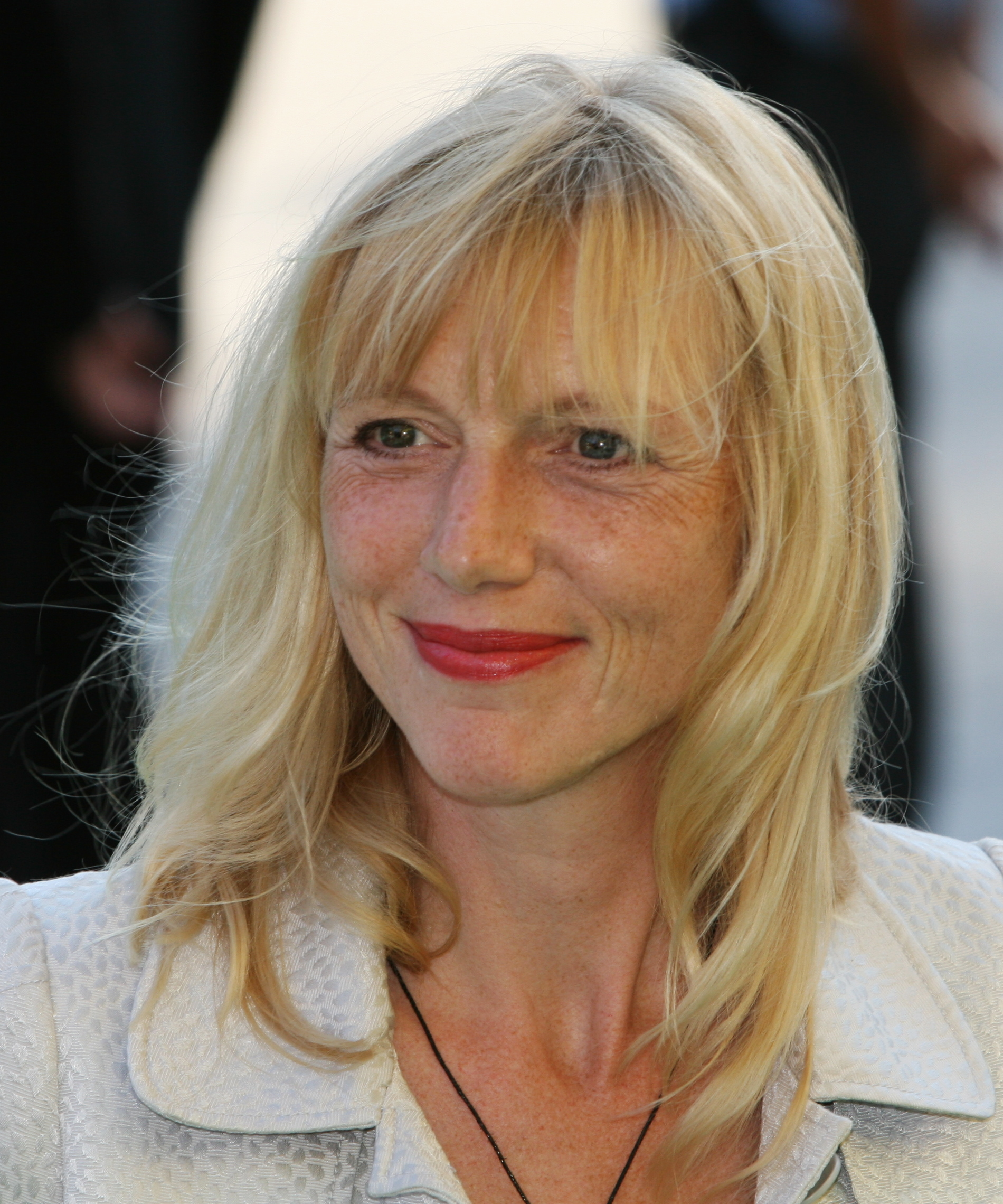
Johanna ter Steege (foto de 2008) fue ganadora en los Premios del Cine Europeo en la categoría de Mejor Actriz de Reparto por el filme.

La película se estrenó en los Países Bajos el 27 de octubre de 1988. Fue la película holandesa candidata al Óscar a la Mejor Película en Lengua Extranjera en 1988, pero fue descalificada porque la Academia determinó que tenía demasiados diálogos en francés como para representar a los Países Bajos. Los holandeses se negaron a enviar otra película, lo que los dejó sin representación entre las películas extranjeras por primera vez desde 1972.
Los productores George Sluizer y Anne Lordon recibieron el Becerro de Oro a la Mejor Película en el Festival de Cine de los Países Bajos en 1988. Johanna ter Steege ganó un Premio de Cine Europeo a la Mejor Actriz de Reparto en 1988.

## Recepción
Roger Ebert escribió en el Chicago Sun Times : "Una de las cosas más intrigantes de "The Vanishing" es la estructura inusual de la película, que crea suspenso incluso cuando parece decirnos casi todo lo que queremos saber".
El director Stanley Kubrick pensó que "The Vanishing" era la película más aterradora que había visto y llamó a Sluizer para discutir la edición.
Dave Kehr , en el Chicago Tribune , afirmó: «Es una película que se basa en la curiosidad más que en el interés real... pero que al final castiga al público por querer obtener respuestas a sus preguntas». En 2010, Empire nombró a The Vanishing la 67.ª mejor película de «cine mundial».